# Aleksandr Pogorelov
Aleksandr Gennadjevitj Pogorelov (ryska: Александр Геннадьевич Погорелов), född den 10 januari 1980 i Kursk, Ryska SFSR, Sovjetunionen, är en rysk friidrottare som tävlar i mångkamp.
Pogorelov deltog vid Olympiska sommarspelen 2004 i tiokamp och slutade där på en elfte plats. Vid VM 2005 i Helsingfors blev han femma. Både vid EM 2006 och vid Olympiska sommarspelen 2008 slutade han på fjärde plats. Omtestning 2016 av dopningsprov från OS i Peking 2008 visade att hans prov innehöll förbjudna medel.
Hans första medalj i tiokamp kom vid VM 2009 i Berlin där han noterade ett nytt personligt rekord på 8 528 poäng vilket räckte till brons.
Han har två gånger blivit silvermedaljör i sjukamp vid inomhus-EM.

## Personliga rekord
- Sjukamp - 6 229 poäng
- Tiokamp - 8 528 poäng